# GNOME 檔案
GNOME 檔案，先前內部稱為Nautilus，是GNOME桌面預設的檔案瀏覽器。它被設計為檔案瀏覽器，但同時亦可作為網頁瀏覽器及檔案檢視器。它是用來在GNOME2.0中取代GNOME1.0所使用的Midnight Commander。
它曾經是一家已解散的Eazel公司之旗艦產品，在2001年推出正式版，目前依然能穩定運行。

## 歷史
- 版本1.0出現在Gnome 1.4。這時它的效能仍不能使人滿意。
- 版本2.0改為使用GTK+ 2.0編寫。
- 版本2.2作出大幅度改變使得它更符合使用者習慣。
- 版本2.4將桌面資料夾改為~/Desktop（"~"表示使用者的家目錄）以符合freedesktop.org標準。

在GNOME 2.6中，Nautilus轉變為獨立視窗模式。而傳統的介面亦可由「編輯 ->偏好設定 ->運作模式"內選取"總是以瀏覽視窗開啟」打開。
而到GNOME 3.6時，Nautilus更新介面設計，同時更名為GNOME Files（但部份Linux散佈版仍在其軟體庫中將其稱為Nautilus）。

## 特性
GNOME Files支持像浏览本地文件系统一样浏览下面的网络服务：FTP站点，Windows SMB共享，Files transferred over shell protocol，WebDAV服务器和SFTP。这个得益于GNOME VFS库的支持。
另外，GNOME Files还支持书签，窗口背景，徽标，备忘和扩展脚本，并且用户可以选择是图标视图还是列表视图。它会将访问过的文件夹保存为历史，非常容易再次访问，就像浏览器一样。
GNOME Files可以显示文件的预览，如文本文件，图像，声音或视频文件的预览。视频文件通过Totem取得预览。声音文件当指针移到它们上面时得到预览。
对于它自己的界面，GNOME Files包含了原始的由Susan Kare设计的vectorized图标。
在Gamin库的支持下，GNOME Files将实时跟踪本地文件的修改，解决了需要手动刷新的问题。